# Young Mazino
Young Mazino, född 1990 i Los Angeles, är en sydkoreansk-amerikansk skådespelare.
Mazino har bland annat medverkat i TV-serierna The Last of Us och Beef. Han har även medverkat i filmen Trinity's Triumph.

## Filmografi (i urval)
- 2023 – Beef (TV-serie)
- 2023 – Trinity's Triumph
- 2025 – The Last of Us (TV-serie)
- 2025 – Opus